# Vía del α-aminoadipato

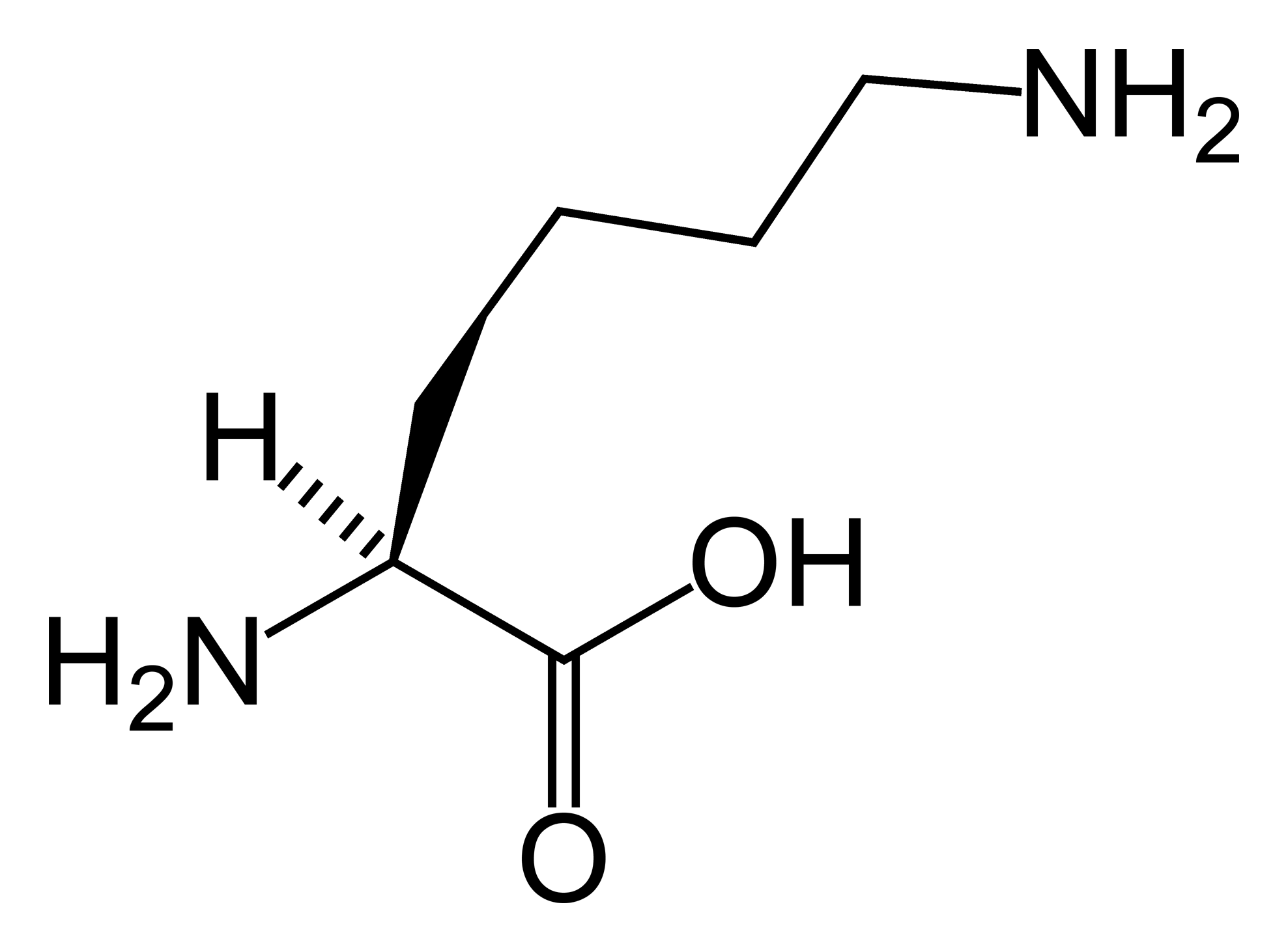
El aminoácido L-lisina

La vía del α-aminoadipato (vía del alfa-aminoadipato) o vía del ácido α-aminoadípico, es una vía metabólica de síntesis del aminoácido L-lisina.
En eucariotas esta vía es exclusiva de los hongos superiores (hongos con pared celular de quitina) y de los euglénidos. También se ha reportado en bacterias del género Thermus.

## Vía metabólica
La vía comienza con la síntesis de homocitrato a partir de acetil-CoA y 2-oxoglutarato por medio de la enzima homocitrato sintasa. Este homocitrato luego es convertido a homoaconitato por la homoaconitasa, y luego a homoisocitrato por la homoisocitrato deshidrogenasa. Luego se le añade un átomo de nitrógeno proveniente del glutamato para formar el α-aminoadipato del cual la vía toma su nombre, esta reacción se encuentra catalizada por la enzima aminoadipato aminotransferasa. El alfa-aminoadipato luego se reduce a su correspondiente semialdehído por medio de la aminoadipato reductasa, via un intermediario acil-enzima. La reacción con glutamato mediada por una clase de sacaropina deshidrogenasa conduce a la formación de sacaropina, la cual posteriormente es escindida por otra sacaropina deshidrogenasa para formar lisina y oxoglutarato.